# Viitajärvi (sjö i Tervo, Norra Savolax)
Viitajärvi är en sjö i kommunen Tervo i landskapet Norra Savolax i Finland. Sjön ligger 104 meter över havet. Den är 7,2 meter djup. Arean är 87 hektar och strandlinjen är 6,52 kilometer lång. Sjön  ingår i Kymmene älvs huvudavrinningsområde.   Den ligger omkring 46 kilometer väster om Kuopio och omkring 330 kilometer norr om Helsingfors. 
I sjön finns ön Viitasaari. Viitajärvi ligger söder om Saarinen. 